# Sågbotjärnen
Sågbotjärnen är en sjö i Åsele kommun i Lappland och ingår i Ångermanälvens huvudavrinningsområde. Sjön har en area på 0,0392 kvadratkilometer och ligger 327 meter över havet.

## Delavrinningsområde
Sågbotjärnen ingår i det delavrinningsområde (709183-156589) som SMHI kallar för Rinner till Hällbymagasinet. Medelhöjden är 335 meter över havet och ytan är 10,62 kvadratkilometer. Det finns inga avrinningsområden uppströms utan avrinningsområdet är högsta punkten. Avrinningsområdets utflöde Ångermanälven mynnar i havet. Avrinningsområdet består mestadels av skog (82 procent). Avrinningsområdet har 0,3 kvadratkilometer vattenytor vilket ger det en sjöprocent på 2,9 procent.